# Bakoye
A Bakoye (Bakoy) folyó Nyugat-Afrikában, a Szenegál folyó egyik forrása. Nevezik fehér folyónak is, míg a Szenegál másik forrását, a Bafingot fekete folyónak.
Forrása a guineai Fouta Djallon hegységben található. Hossza mintegy 400 km, vízgyűjtő területe pedig 85 000 km². Északi irányba tartva átfolyik Malin, majd Bafoulabé városánál találkozik a Bafinggal, létrehozva a Szenegál folyót. Fő mellékfolyója a Baoulé. A Siguiri régió egyetlen folyója, amely nem a Nigerbe ömlik. A Bakoye hajózásra nem alkalmas.